# Valentin von Alvensleben

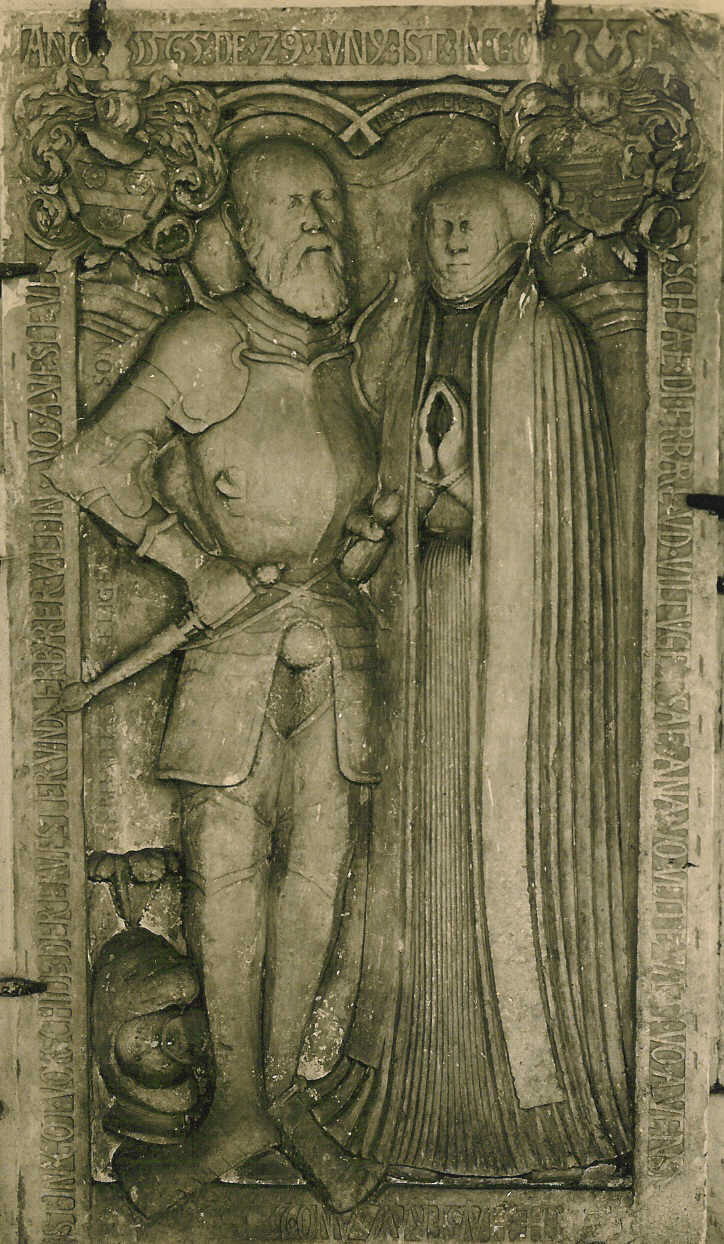
Grabstein von Valentin von Alvensleben und Anna von Veltheim in der Nikolaikirche in Gardelegen

Valentin von Alvensleben (* 1529; † 8. Januar 1594 in Gardelegen) war Burgherr in Gardelegen und Erxleben.

## Familie
Valentin von Alvensleben entstammte der niederdeutschen Adelsfamilie von Alvensleben. Er war der vierte Sohn von Gebhard XIX. von Alvensleben (1491–1554) auf Gardelegen und der Sophia von Arnim und heiratete 1555 in erster Ehe Anna von Veltheim (* 1532) aus Bartensleben, die Witwe von Friedrich X. von Alvensleben aus Rogätz, dem letzten Alvensleben der Roten Linie. Aus dieser Ehe gingen fünf Söhne und eine Tochter hervor. Anna von Veltheim starb bereits 1565 im Alter von 33 Jahren. 1578 heiratete Valentin in zweiter Ehe Sophia von Bortfeld († 1616). Diese Ehe blieb kinderlos. Nach seinem Tode 1594 wurde er im Alvenslebenschen Erbbegräbnis in der Nikolaikirche in Gardelegen beigesetzt.

## Leben und Persönlichkeit
Valentin erbte ein umfangreiches Vermögen, dessen Bewirtschaftung er sich voll und erfolgreich widmete. Dazu gehörte zunächst das väterliche Erbe, die Herrschaft Gardelegen, sodann nach dem Aussterben der Roten Linie der Alvensleben die Hälfte der Herrschaft Erxleben. Wohlbrück hat ihn wie folgt charakterisiert:
„Später erwarb sich Valentin das Lob eines aufrichtigen Verehrers der Religion. Wenigstens gab er seinen Unterthanen in seiner Hochachtung gegenüber dem öffentlichen Gottesdienst dadurch ein gutes Beispiel, dass er keinen Sonntag oder Festtag versäumte, mit seinen Kindern und Hausgenossen, welche ihn paarweise begleiteten, in einer Art Procession den Gottesdienst zu besuchen. Reiten und Jagen machten seine Lieblingsvergnügungen aus, doch soll er auch den Wissenschaften geneigt, und besonders ein Freund der Geschichte, übrigens ein Biedermann von alter Treue und Glauben, von mildem Charakter und einfachen Sitten gewesen seyn. Seinem Hauswesen stand er als sehr guther Wirth vor, und seine Güter hinterließ er im besten Zustand.“

## Grabstein und Epitaph

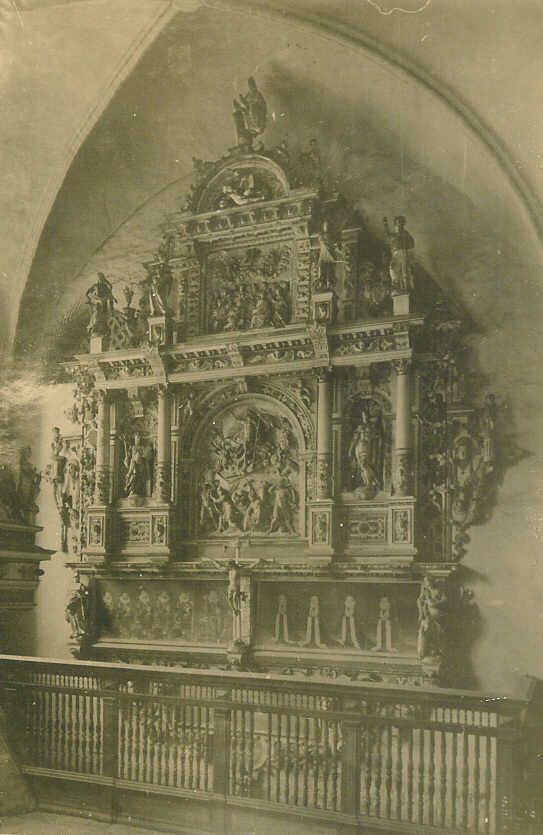
Epitaph für Valentin von Alvensleben und seine Familie in der Marienkirche in Gardelegen

Nach dem Tode seiner ersten Frau ließ Valentin für sich und seine Frau einen Grabstein anfertigen, der sich noch in der Nikolaikirche in Gardelegen befindet. Er wurde von Hildebrandt (1868) wie folgt beschrieben: „...der Ritter steht zur Linken, die Edeldame zur Rechten des Beschauers. In den oberen Ecken befinden sich die Wappen derer v. Alvensleben und v. Veltheim. Die Umschrift – oben links beginnend – lautet: ANO 1565 DE 29 JUN IST IN GOT ENTSCHLAFEN DI ERBARE VD VILTVGETSAE ANA VO VELTE VALTI VO ALVENSL… ELICHE HAUSFRAW ANO 15.. IST IN GOT VORSCHIDE DER ERVESTER VND ERBARER VALTIN VO ALVESLEVE. Unter der letzten Zeile steht auf dem innern Rande: GEBHARTES SELIGER SON.  Ueber dem Kopf der Dame: IHRES ALTERS 33.“
Das Todesdatum von Valentin wurde dem Stein nicht mehr hinzugefügt – vermutlich weil seine Söhne ihm und seiner Familie 1597 ein sehr viel größeres Epitaph anfertigen ließen. Hierbei handelt es sich um ein oft gelobtes und ausführlich beschriebenes Kunstwerk von großer Bedeutung, geschaffen von den Braunschweiger Bildhauern Jürgen Röttger und dessen Sohn Hans und von einem unbekannten Maler aus Gardelegen. Es überstand die Zerstörung der Nikolaikirche 1945 und wurde restauriert in die Marienkirche überführt. Im unteren Teil sind auf zwei Tafelbildern Valentin, seine beiden Frauen und seine Kinder dargestellt. Links Valentin und seine fünf Söhne, rechts Valentins erste Frau Anna von Veltheim, seine zweite Frau Sophie von Bortfeld, dann seine Tochter Sophie aus erster Ehe und seine Stieftochter Gertrud aus der Ehe Annas von Veltheim mit Friedrich X. von Alvensleben.